# عنصر فيروسي ذاتي
العنصر الفيروسي الذاتي (EVE) عبارة عن تسلسل حمض نووي ريبوزي منقوص الأكسجين مشتق من فيروس، ويتواجد داخل السلالة الجرثومية في الكائنات الحية غير الفيروسية. ويمكن أن تكون العناصر الفيروسية الذاتية عبارة عن جينومات فيروسية كاملة (طلائع الفيروسات)، أو أجزاء من جينومات فيروسية. وهي تظهر عندما يتم دمج تسلسل الحمض النووي الريبوزي منقوص الأكسجين (DNA) الفيروسي في جينوم خلية جرثومية تقوم بتكوين كائن حي قابل للحياة. ويمكن أن يكون العنصر الفيروسي الذاتي الجديد موروثًا من جيل إلى الجيل التالي في شكل أليل في الأجناس المضيفة، ويمكن أن يصل كذلك إلى مرحلة التثبيت.
يمكن أن تبقى الفيروسات القهقرية الذاتية وغيرها من العناصر الفيروسية الذاتية التي تظهر في شكل طلائع فيروسات قادرة على إنتاج فيروسات معدية في حالتها الفيروسية الطليعية. ويمكن أن يؤدي استنساخ مثل هذه الفيروسات الذاتية «النشطة» إلى انتشار الفيروسات المدرجة في السلالة الجرثومية. وبالنسبة لمعظم الفيروسات غير الفيروسية القهقرية، يبدو أن دمج السلالة الجرثومية يكون حدثًا نادرًا وشاذًا، وغالبًا ما تكون العناصر الفيروسية الذاتية الناجمة مجرد أجزاء من جينوم الفيروس الأب. وغالبًا لا تكون مثل تلك الأجزاء قادرة على إنتاج فيروسات معدية، إلا أنها يمكن أن تعبر عن وجود بروتين أو حمض ريبي نووي (RNA).

## التنوع والتوزيع
لقد تم تحديد انتماء العناصر الفيروسية الذاتية إلى الحيوانات والنباتات والفطريات.
في الفقاريات، تكون العناصر الفيروسية الذاتية المشتقة من الفيروسات القهقرية (الفيروسات القهقرية الذاتية) شائعة بشكل نسبي. ونظرًا لاندماج الفيروسات القهقرية في الجينوم النووي في الخلية المضيف كجزء أصلي من دورة الاستنساخ بها، فإنها تميل إلى الدخول إلى السلالة الجرثومية للمضيف. وبالإضافة إلى ذلك، فقد تم التعرف كذلك على العناصر الفيروسية الذاتية المتعلقة بالفيروسات الصغيرة والفيروسات الخيطية وفيروس التهاب الدماغ والفيروسات الخنزيرية في جينومات الفقاريات. وفي جينومات النباتات، تكون العناصر الفيروسية الذاتية المشتقة من الفيروسات شبه القهقرية شائعة بشكل نسبي. كما تم التعرف كذلك على وجود العناصر الفيروسية الذاتية المشتقة من عائلات الفيروسات الأخرى غير القهقرية، مثل فيروسات توأمية، في النباتات.

## الاستخدام في علم الباليوفيرولوجي
تعد العناصر الفيروسية الذاتية مصدرًا نادرًا للحصول على المعلومات بأثر رجعي حول الفيروسات القديمة. والعديد منها مشتق من أحداث دمج السلالة الجرثومية التي حدثت منذ ملايين السنوات، ويمكن أن ننظر إليها على أنها حفريات فيروسية. وتعد مثل هذه العناصر الفيروسية الذاتية القديمة مكونًا هامًا في دراسات الباليوفيرولوجي التي تتعامل مع تطور الفيروسات على المدى البعيد.
ويتيح التعرف على إدراجات العناصر الفيروسية الذاتية المتناظرة القدرة على معايرة الفترات الزمنية التطورية على المدى البعيد للفيروسات، اعتمادًا على الوقت المقدر منذ اختلاف مجموعات الأجناس المضيفة المحتوية على التناظر. وقد أدت هذه المنهجية إلى توفير أعمار بحد أدنى تتراوح بين 30 إلى 93 مليون عام لعائلات فيروسات صغيرة وفيروسات خيطية وBornaviridae وفيروسات حلقية من الفيروسات, و12 مليون عام للجنس Lentivirus من العائلة Retroviridae. كما تسهل العناصر الفيروسية الذاتية كذلك من استخدام المنهجيات القائمة على الساعة الجزيئية للحصول على معايرات للتطور الفيروسي في الأوقات العميقة.

## المشاركة في الخيارات والتكيف الخارجي من قبل الأجناس المضيفة
يمكن أن توفر العناصر الفيروسية الذاتية ميزة انتقائية للأفراد التي يتم إدراجها بها. على سبيل المثال، يساعد بعضها على الحيلولة دون الإصابة بالفيروسات المرتبطة بها.
 في بعض مجموعات الثدييات، بما في ذلك مثليات القرد، تكيفت بروتينات المغلفات الفيروسية خارجيًا لإنتاج بروتين يتم التعبير عنه في الأرومة الغاذية المخلوية المشيمية، وهي تتواجد في دمج خلايا الأرومة الغاذية المخلوية لتكوين طبقة مخلوية في المشيمة. وفي البشر، فإن هذا البروتين يطلق عليه اسم syncytin، ويتم تشفيره من خلال فيروس قهقري ذاتي يطلق عليه اسم (ERVWE1) في الكروموسوم السابع. وبشكل ملحوظ، فإن التعرف على syncytin أو الجينات المشابهة لـ syncytin قد ظهر بشكل فردي، من خلال مجموعات مختلفة من الفيروسات القهقرية الذاتية، في السلالات الثديية المتنوعة. وقد تم التعرف على جينات مميزة تشبه syncytin في القرود والقوارض والأرنبيات وآكلات اللحوم وذوات الحوافر، مع حالات دمج تتراوح بين 10 إلى 85 مليون سنة مضت.